# علم الأشعة التدخلي
علم الأشعة التدخلي (بالإنجليزية: Interventional radiology)‏ أو علم الأشعة الوعائي والتدخلي (بالإنجليزية: Vascular and Interventional Radiology)‏ أو علم الأشعة الجراحي (بالإنجليزية: Surgical Radiology)‏ هو اختصاص طبي مستقل، كان سابقا اختصاص فرعيا من علم الأشعة. هذا العلم حاليا يستخدم لتوجيه العمليات بواسطة صور وتشخيص الأمراض وعلاجها في كل أعضاء الجسم تقريبا. الهدف من علم الأشعة التدخلي هو تشخيص وعلاج الأمراض بالحد الأدنى من التقنيات بالباضعة لتقليل المخاطر التي يتعرض لها المرضى وتحسين صحتهم.
بابتكار رأب الوعاء والقثطار الوعائي، فإن أطباء الأشعة التدخلية ابتكاروا وسائل طبية أقل بضعا. باستخدام الأشعة السينية والأشعة المقطعية والتصوير بالرنين المغناطيسي ووسائل التصوير الطبي الأخرى يمكن لأطباء الأشعة التدخلية الحصول على صور واستخدام وسائل التدخل المباشر داخل الجسم. هذه العمليات تجرى بواسطة أبرة أو أنبوب يدعى بالقثطار بدلا من عمل شق كبير في الجسم كما في الجراحة التقليدية.
الكثير من الحالات التي كانت تحتاج لعمليات جراحية فإن أطباء الأشعة التدخلية يمكنهم علاجها. هذه الطرق تقلل من إصابات المرضى وتقلل من العدوى وفترة الشفاء وتقلل فترة البقاء في المستشفى.

## وسائل التصوير الطبي المستخدمة
من وسائل التصوير الطبي المستخدمة في علم الأشعة التدخلي:
- التنظير التألقي
- التصوير المقطعي المحوسب
- تخطيط الصدى
- التصوير بالرنين المغناطيسي

## الأمراض التي تعالج بواسطة طب الأشعة التدخلي

### أمراض وعائية
- الدوالي الوريدية
- مرض الشريان المحيطي
- الخثار الوريدي العميق
- الانصمام الرئوي
- مرشح الوريد الاجوف السفلي
- أم الدم الأبهرية البطنية
- أم الدم الأبهرية الصدرية
- تسلخ الأبهر
- إقفار طب حاد
- الجلطة المعوية الحادة
- أم الدم في الشرايين الحشوية
- تشوه شرياني وريدي

### الأورام
- سرطان الكبد
- سرطان الرئة
- سرطان الكلية
- سرطان العظم
- سرطان الثدي
- سرطان البروستات

### أمراض عصبية
- السكتة
- تضيق الشريان السباتي
- التصلب المتعدد

### الحبل الشوكي
- كسر الشوكي

### أمراض كبدية صفراوية
- فرط ضغط الدم البابي
- انسداد قناة الصفراء

### أمراض نسائية
- الورم العضلي الأملس الرحمي
- متلازمة الاحتقان الحوضي
- العقم

### أمراض الكلية
- تضيق الشريان الكلوي
- القصور الكلوي (وضع قثطار غسيل الكلى)
- ناسور غسيل الكلى
- فغر الكلية بطريق الجلد (وضع أنبوب فغر الكلية)
- إزالة التعصيب الودي الكلوي

### أخرى
- دوالي المعدة
- دوالي الخصية وعقم الرجال
- القثطار الوريدي المركزي
- نزح عن طريق الجلد
- وضع أنبوب فغر المعدة (إنبوب الإطعام)
- أخذ الخزعة
- تداخلات في الأطفال

## العمليات
من أبرز عمليات الأشعة التدخلية:
- تصوير الأوعية
- رأب الوعاء
- فغر المرارة
- إدخال أنبوب النزح
- دراسة الفيزيولوجيا الكهربية
- ترميم أم الدم البطنية الوعائية
- إصمام
- إصمام كيميائي
- إصمام شعاعي
- انحلال الخثرة
- أخذ خزعة
- انفصال بالترددات الراديوية
- انفصال بردي
- ادخال قثطار وريدي مركزي
- مرشح الوريد الاجوف السفلي
- رأب فقري عن طريق الجلد
- فغر الكلية
- فغر المعدة بالتنظير الداخلي عن طريق الجلد
- غسيل الكلى
- تحويل بابي مجموعي داخل الكبد عبر الوداجي
- نزح قناة الصفراء
- علاج بالليزر داخل الوريد

## الأدوات المستخدمة
من الأدوات المستخدمة في طب الأشعة التدخلي:
- قثاطر تصوير الأوعية
- قثاطر دقيقة
- قثاطر النزح
- قثاطر بالونية
- القثطار الوريدي المركزي